# Bothriechis
Las víboras de pestañas (Bothriechis) forman un género de serpientes venenosas de la subfamilia de víboras de foseta. Se encuentran principalmente en México y América Central, aunque existe una especie, B. schlegelii, cuya área de distribución se extiende hasta Colombia y Perú. Todos los miembros del género son relativamente delgados y arbóreas. El nombre Bothriechis se deriva de las palabras griegas bothros y echis que significan "fosa" y "víbora" respectivamente, lo que equivale a "víbora de foseta". Se reconoce siete especies y ninguna subespecie en la actualidad.
Nombres comunes: víboras de pestañas, nauyacas de árbol. palm pitvipers.

## Descripción
Las especies de este género suelen alcanzar una longitud de 60-80 cm, aunque B. aurifer, B. bicolor y B. lateralis pueden llegar a medir más de 100 cm.
Sus características generales incluyen un canto rostralis bien definido, un hocico sin elevación, una escama rostral que no es tan alta como lo es ancho, y una cola prensil que representa al menos el 15% de la longitud del cuerpo.
El patrón de coloración por lo general consiste en un color de fondo verde oscuro que puede incluir marcas oscuras o pálidos. B. schlegelii es una excepción a esta regla.

## Distribución geográfica
Se encuentra en el sur de México (sureste de Oaxaca y las montañas del norte de Chiapas), Centroamérica, hasta el norte de Sudamérica (Colombia, oeste de Venezuela, Ecuador y el norte de Perú).

## Comportamiento

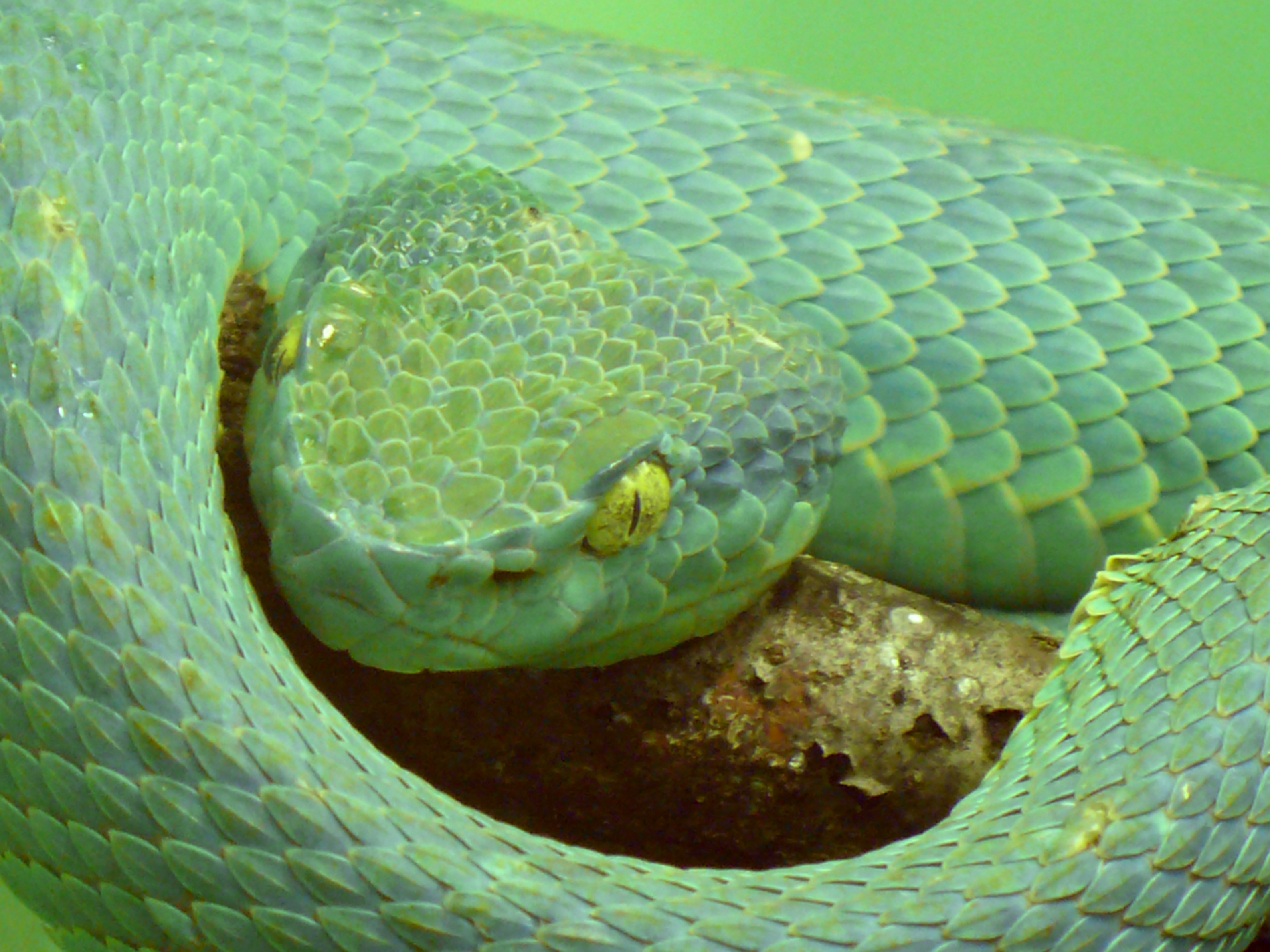
Bothriechis lateralis.

Como regla general, las especies que se encuentran por encima de 1.500 m de altitud tienden a ser diurnas, mientras que las que se encuentran debajo de los 1.000 m tienden a ser activas durante la noche. Las que se encuentran entre 1.000 y 1.500 m puede estar activo en cualquier momento del día o de noche.

## Veneno
El veneno de Bothriechis es una hemotoxina que causa dolor intenso, hinchazón, formación de ampolla, hematoma, y a menudo necrosis. Si no se trata, puede conducir a la pérdida de las extremidades afectadas, e incluso la muerte. Cada año varios agricultores y trabajadores rurales son mordidos por víboras de pestañas, resultando a veces en la muerte de las víctimas. Wyeth en los Estados Unidos y el Instituto Clodomiro Picado en Costa Rica producen cada uno un antídoto polivalente que puede ser utilizado para tratar mordeduras de las víboras de pestañas.

## Especies
| Especies           | Autor taxón                 | Nombre común | Distribución geográfica |
| ------------------ | --------------------------- | --- | --- |
| B. aurifer         | (Salvin, 1860)              | Nauyaca-de árbol manchas amarillas, Nauyaca, Inglés: Yellow-blotched palm-pitviper                                         | México, en las montañas del este de Chiapas, y en el norte de Guatemala. Se produce en bosque nuboso a una altitud de 1200-2300 m s. n. m. |
| B. bicolor         | (Boucourt, 1868)            | Nauyaca de árbol bicolor, Nauyaca verde o Nauyaca lora, Tamagas Verde, Gushnayera Inglés: Guatemalan palm-pitviper         | La vertiente del Pacífico del sureste de Chiapas en México, el centro-sur de Guatemala. También conocida en varias localidades de Honduras, incluyendo la parte sur de la Sierra del Merendón y el Cerro de Santa Bárbara. Se produce en los bosques nubosos a una altitud de 500-2000 m s. n. m. |
| B. guifarroi       | (Townsend et al., 2013)     | Nauyaca de Guifarro Inglés: Guifarro's palm-pitviper                                                                       | Norte de Honduras, en el occidente de la Cordillera Nombre de Dios. Se produce en los bosques nubosos a una altitud de 1015-1450 m s. n. m. |
| B. hussaini        | Arteaga et al., 2024        | Víbora de pestañas de Hussain, Cabeza de candado, Víbora sol. Inglés: Hussain’s Eyelash-Pitviper.                          | A lo largo de las tierras bajas del Pacífico y las estribaciones andinas adyacentes en el suroeste de Ecuador y el extremo noroeste de Perú, en la transición entre los bosques húmedos del Chocó y los bosques secos de Tumbes y se ha registrado en elevaciones de 1 a 1680 m s. n. m.          |
| B. khwargi         | Arteaga et al., 2024        | Víbora de pestañas de Khwarg. Inglés: Khwarg’s Eyelash-Pitviper.                                                           | Estribaciones occidentales de la Cordillera Oriental de Colombia (incluyendo la Serranía de los Yariguíes), registrándose en elevaciones de 167 a 1.800 m.s.n.m. |
| B. klebbai         | Arteaga et al., 2024        | Víbora de pestañas de Klebba. Inglés: Klebba’s Eyelash-Pitviper.                                                           | Laderas occidentales de la Cordillera Oriental de Colombia, a una altitud de 1418 a 2380 m s. n. m. |
| B. lateralis       | Peters, 1862                | Inglés: Side-striped palm-pitviper                                                                                         | Las montañas de Costa Rica y el oeste de Panamá, incluyendo la Cordillera de Tilarán, la Cordillera Central y la Cordillera de Talamanca en las provincias de Chiriquí y Veraguas. Se encuentra a una altitud de 850-980 m s. n. m.                                                               |
| B. marchi          | (Barbour & Loveridge, 1929) | Inglés: Honduran palm-pitviper                                                                                             | La vertiente atlántica de Honduras y el noroeste y este de Guatemala. Se encuentra en bosques húmedos en elevaciones de 500 a 1500 m. |
| B. nigroadspersus  | (Steindachner, 1870)        | Bocaracá, toboba de pestañas, víbora de pestañas, oropel. Inglés: American Eyelash-Pitviper.                               | Desde el istmo de Tehuantepec en México hasta el extremo noroeste de Colombia (Cerro Tacarcuna) a lo largo de la frontera con Panamá. |
| B. nigroviridisT   | Peters, 1859                | Inglés: Black-speckled palm-pitviper                                                                                       | Montañas de Costa Rica y Panamá. Se halla también en los bosques nubosos de la Cordillera Central y Cordillera de Talamanca a una altitud de 1150-2400 m s. n. m. |
| B. nitidus         | (Günther, 1859)             | Víbora de pestañas ecuatoriana, Cabeza de candado, Equis voladora, Papagayo, Zampiña. Inglés: Ecuadorian Eyelash-Pitviper. | Es endémica del Ecuador, encontrándose a lo largo de las tierras bajas del Choco y las estribaciones adyacentes de los Andes. |
| B. rahimi          | Arteaga et al., 2024        | Víbora de pestañas de Rahim Inglés: Rahim’s Eyelash-Pitviper.                                                              | Desembocaduras de los ríos Esmeraldas, Santiago, Cayapas y Mira en el extremo noroeste de Ecuador y suroeste de Colombia, en elevaciones de 11 a 200 ms.n.m. |
| B. rasikusumorum   | Arteaga et al., 2024        | Víbora de pestañas de los Shah. Inglés: Shah’s Eyelash-Pitviper.                                                           | Cuenca superior del río Magdalena en el departamento de Huila (Colombia) a lo largo de la vertiente oriental de la Cordillera Central y en ambas vertientes de la Cordillera Oriental a elevaciones de 1.298-2.180 m.s.n.m                                                                        |
| B. rowleyi         | (Bogert, 1968)              | Nauyaca-de árbol de Rowley Inglés: Mexican palm-pitviper                                                                   | México, en el sureste de Oaxaca y norte de Chiapas. Se halla en bosque nuboso a una altitud de 1500-1830 m s. n. m. |
| B. schlegelii      | (Berthold, 1846)            | Bocaracá, Oropel, Toboda de Pestañas, Terciopelo de Pestañas, Víbora Amarilla. Inglés: Eyelash palm-pitviper               | Es endémica de Colombia, distribuyéndose en la Cordillera Central y Occidental de Colombia, desde el departamento de Cauca en el sur hasta el departamento de Antioquia en el norte. |
| B. thalassinus     | Campbell & Smith, 2000      | Víbora de pestañas del Merendón. Inglés: Merendon palm-pitviper.                                                           | Guatemala, Honduras a una altitud de 1370–1750 m s. n. m. |
| Bothriechis torvus | (Posada-Arango, 1889a)      | Víbora birrí, Serpiente guinda, Pestañona. Inglés: Birri Eyelash-Pitviper.                                                 | A lo largo de las regiones de los valles del Chocó y el Río Magdalena en el norte de Colombia y el extremo sureste de Panamá. |

T especie tipo

## Taxonomía
Una nueva especie de Guatemala y Honduras, B. thalassinus, fue descrita por Campbell & Smith (2000). Campbell y Lamar (2004) reconocen esta especie, así como una novena adición al género: B. supraciliaris, que fue inicialmente descrita por Taylor (1954) como una subespecies de B. schlegelii, y que se encuentra en el suroeste de Costa Rica.
|  | Bothriechis rowleyi |
|  |                     |
|  | Bothriechis aurifer |
|  |                     |

|  | \| \| Bothriechis lateralis \| \| \| \| \| \| Bothriechis bicolor \| \| \| \| |
|  |                                                                               |
|  | Bothriechis marchi                                                            |
|  |                                                                               |
|  | Bothriechis lateralis                                                         |
|  |                                                                               |
|  | Bothriechis bicolor                                                           |
|  |                                                                               |

|  | Bothriechis lateralis |
|  |                       |
|  | Bothriechis bicolor   |
|  |                       |

|  | Bothriechis rowleyi |
|  |                     |
|  | Bothriechis aurifer |
|  |                     |

|  | \| \| Bothriechis lateralis \| \| \| \| \| \| Bothriechis bicolor \| \| \| \| |
|  |                                                                               |
|  | Bothriechis marchi                                                            |
|  |                                                                               |
|  | Bothriechis lateralis                                                         |
|  |                                                                               |
|  | Bothriechis bicolor                                                           |
|  |                                                                               |

|  | Bothriechis lateralis |
|  |                       |
|  | Bothriechis bicolor   |
|  |                       |

|  | Bothriechis rowleyi |
|  |                     |
|  | Bothriechis aurifer |
|  |                     |

|  | \| \| Bothriechis lateralis \| \| \| \| \| \| Bothriechis bicolor \| \| \| \| |
|  |                                                                               |
|  | Bothriechis marchi                                                            |
|  |                                                                               |
|  | Bothriechis lateralis                                                         |
|  |                                                                               |
|  | Bothriechis bicolor                                                           |
|  |                                                                               |

|  | Bothriechis lateralis |
|  |                       |
|  | Bothriechis bicolor   |
|  |                       |

|  | Bothriechis rowleyi |
|  |                     |
|  | Bothriechis aurifer |
|  |                     |

|  | \| \| Bothriechis lateralis \| \| \| \| \| \| Bothriechis bicolor \| \| \| \| |
|  |                                                                               |
|  | Bothriechis marchi                                                            |
|  |                                                                               |
|  | Bothriechis lateralis                                                         |
|  |                                                                               |
|  | Bothriechis bicolor                                                           |
|  |                                                                               |

|  | Bothriechis lateralis |
|  |                       |
|  | Bothriechis bicolor   |
|  |                       |

|  | Bothriechis rowleyi |
|  |                     |
|  | Bothriechis aurifer |
|  |                     |

|  | \| \| Bothriechis lateralis \| \| \| \| \| \| Bothriechis bicolor \| \| \| \| |
|  |                                                                               |
|  | Bothriechis marchi                                                            |
|  |                                                                               |
|  | Bothriechis lateralis                                                         |
|  |                                                                               |
|  | Bothriechis bicolor                                                           |
|  |                                                                               |

|  | Bothriechis lateralis |
|  |                       |
|  | Bothriechis bicolor   |
|  |                       |

|  | Bothriechis rowleyi |
|  |                     |
|  | Bothriechis aurifer |
|  |                     |

|  | \| \| Bothriechis lateralis \| \| \| \| \| \| Bothriechis bicolor \| \| \| \| |
|  |                                                                               |
|  | Bothriechis marchi                                                            |
|  |                                                                               |
|  | Bothriechis lateralis                                                         |
|  |                                                                               |
|  | Bothriechis bicolor                                                           |
|  |                                                                               |

|  | Bothriechis lateralis |
|  |                       |
|  | Bothriechis bicolor   |
|  |                       |

|  | Bothriechis rowleyi |
|  |                     |
|  | Bothriechis aurifer |
|  |                     |

|  | \| \| Bothriechis lateralis \| \| \| \| \| \| Bothriechis bicolor \| \| \| \| |
|  |                                                                               |
|  | Bothriechis marchi                                                            |
|  |                                                                               |
|  | Bothriechis lateralis                                                         |
|  |                                                                               |
|  | Bothriechis bicolor                                                           |
|  |                                                                               |

|  | Bothriechis lateralis |
|  |                       |
|  | Bothriechis bicolor   |
|  |                       |

|  | Bothriechis rowleyi |
|  |                     |
|  | Bothriechis aurifer |
|  |                     |

|  | \| \| Bothriechis lateralis \| \| \| \| \| \| Bothriechis bicolor \| \| \| \| |
|  |                                                                               |
|  | Bothriechis marchi                                                            |
|  |                                                                               |
|  | Bothriechis lateralis                                                         |
|  |                                                                               |
|  | Bothriechis bicolor                                                           |
|  |                                                                               |

|  | Bothriechis lateralis |
|  |                       |
|  | Bothriechis bicolor   |
|  |                       |

|  | Bothriechis rowleyi |
|  |                     |
|  | Bothriechis aurifer |
|  |                     |

|  | \| \| Bothriechis lateralis \| \| \| \| \| \| Bothriechis bicolor \| \| \| \| |
|  |                                                                               |
|  | Bothriechis marchi                                                            |
|  |                                                                               |
|  | Bothriechis lateralis                                                         |
|  |                                                                               |
|  | Bothriechis bicolor                                                           |
|  |                                                                               |

|  | Bothriechis lateralis |
|  |                       |
|  | Bothriechis bicolor   |
|  |                       |

|  | Bothriechis rowleyi |
|  |                     |
|  | Bothriechis aurifer |
|  |                     |

|  | \| \| Bothriechis lateralis \| \| \| \| \| \| Bothriechis bicolor \| \| \| \| |
|  |                                                                               |
|  | Bothriechis marchi                                                            |
|  |                                                                               |
|  | Bothriechis lateralis                                                         |
|  |                                                                               |
|  | Bothriechis bicolor                                                           |
|  |                                                                               |

|  | Bothriechis lateralis |
|  |                       |
|  | Bothriechis bicolor   |
|  |                       |

|  | Bothriechis rowleyi |
|  |                     |
|  | Bothriechis aurifer |
|  |                     |

|  | \| \| Bothriechis lateralis \| \| \| \| \| \| Bothriechis bicolor \| \| \| \| |
|  |                                                                               |
|  | Bothriechis marchi                                                            |
|  |                                                                               |
|  | Bothriechis lateralis                                                         |
|  |                                                                               |
|  | Bothriechis bicolor                                                           |
|  |                                                                               |

|  | Bothriechis lateralis |
|  |                       |
|  | Bothriechis bicolor   |
|  |                       |

|  | Bothriechis rowleyi |
|  |                     |
|  | Bothriechis aurifer |
|  |                     |

|  | \| \| Bothriechis lateralis \| \| \| \| \| \| Bothriechis bicolor \| \| \| \| |
|  |                                                                               |
|  | Bothriechis marchi                                                            |
|  |                                                                               |
|  | Bothriechis lateralis                                                         |
|  |                                                                               |
|  | Bothriechis bicolor                                                           |
|  |                                                                               |

|  | Bothriechis lateralis |
|  |                       |
|  | Bothriechis bicolor   |
|  |                       |

|  | Bothriechis rowleyi |
|  |                     |
|  | Bothriechis aurifer |
|  |                     |

|  | \| \| Bothriechis lateralis \| \| \| \| \| \| Bothriechis bicolor \| \| \| \| |
|  |                                                                               |
|  | Bothriechis marchi                                                            |
|  |                                                                               |
|  | Bothriechis lateralis                                                         |
|  |                                                                               |
|  | Bothriechis bicolor                                                           |
|  |                                                                               |

|  | Bothriechis lateralis |
|  |                       |
|  | Bothriechis bicolor   |
|  |                       |

|  | Bothriechis rowleyi |
|  |                     |
|  | Bothriechis aurifer |
|  |                     |

|  | \| \| Bothriechis lateralis \| \| \| \| \| \| Bothriechis bicolor \| \| \| \| |
|  |                                                                               |
|  | Bothriechis marchi                                                            |
|  |                                                                               |
|  | Bothriechis lateralis                                                         |
|  |                                                                               |
|  | Bothriechis bicolor                                                           |
|  |                                                                               |

|  | Bothriechis lateralis |
|  |                       |
|  | Bothriechis bicolor   |
|  |                       |

|  | Bothriechis rowleyi |
|  |                     |
|  | Bothriechis aurifer |
|  |                     |

|  | \| \| Bothriechis lateralis \| \| \| \| \| \| Bothriechis bicolor \| \| \| \| |
|  |                                                                               |
|  | Bothriechis marchi                                                            |
|  |                                                                               |
|  | Bothriechis lateralis                                                         |
|  |                                                                               |
|  | Bothriechis bicolor                                                           |
|  |                                                                               |

|  | Bothriechis lateralis |
|  |                       |
|  | Bothriechis bicolor   |
|  |                       |

|  | Bothriechis rowleyi |
|  |                     |
|  | Bothriechis aurifer |
|  |                     |

|  | \| \| Bothriechis lateralis \| \| \| \| \| \| Bothriechis bicolor \| \| \| \| |
|  |                                                                               |
|  | Bothriechis marchi                                                            |
|  |                                                                               |
|  | Bothriechis lateralis                                                         |
|  |                                                                               |
|  | Bothriechis bicolor                                                           |
|  |                                                                               |

|  | Bothriechis lateralis |
|  |                       |
|  | Bothriechis bicolor   |
|  |                       |